# Hey Luv (Anything)
Hey Luv (Anything) – drugi singel promujący album pt Infamy, amerykańskiego duetu Mobb Deep. Został wydany jesienią 2001 roku.

## Lista utworów
Side A
1. "Hey Luv (Anything)" (Clean Version)

Side B
1. "Hey Luv (Anything)" (Dirty Version)
2. "Hey Luv (Anything)" (Instrumental)

## Notowania
| Notowania (2001)                           | Najwyższa pozycja |
| ------------------------------------------ | ----------------- |
| Billboard Hot 100                          | 58                |
| Billboard Hot R&B/Hip-Hop Singles & Tracks | 32                |